# AT&T T-9S
O AT&T T-9S (anteriormente chamado de DirecTV-9S) é um satélite de comunicação geoestacionário construído pela Space Systems/Loral (SS/L), ele está localizado na posição orbital de 101 graus de longitude oeste e foi operado inicialmente pela DirecTV e posteriormente pela AT&T. O satélite foi baseado na plataforma LS-1300 e sua expectativa de vida útil é de 15 anos.

## Lançamento
O satélite foi lançado com sucesso ao espaço no dia 13 de outubro de 2006, às 21:56 UTC, por meio de um veículo Ariane-5, a partir do Centro Espacial de Kourou, na Guiana Francesa, juntamente com os satélites Optus D1 e LDREX 2. Ele tinha uma massa de lançamento de 5.483 kg.

## Capacidade e cobertura
O AT&T T-9S está equipado com 54 transponders em banda Ku para prestar serviços de telecomunicação a América do Norte.